# Капорки
Капорки — деревня в Дмитровском районе Московской области, в составе городского поселения Дмитров. Население — 14 чел. (2010). До 2006 года Капорки входило в состав Ильинского сельского округа.

## Расположение
Деревня расположена в центральной части района, примерно в 6 км южнее Дмитрова, по правому берегу реки Яхрома, высота центра над уровнем моря 189 м. Ближайшие населённые пункты — Афанасово в 300 м на запад, Свистуха на противоположном берегу реки и Курово в 0,5 км на северо-запад.

## Население
| 2002 | 2006 | 2010 |
| ---- | ---- | ---- |
| 6    | ↗10  | ↗14  |

В 1767 г. — 50 жителей.
В 1859 г. — 12 дворов (46 мужчин, 45 женщин).
В 1890 г. — 110 жителей.
В 1899 г. — 93 жителя.
В 1911 г. — 20 дворов.
В 1926 г. — 24 крестьянских двора. 125 жителей (55 мужчин, 70 женщин).
В 1989 г. — 14 жителей, 12 хозяйств.
В 2002 г. — 6 человек.
2006 г. — 10 человек.
По состоянию на 2009 г. численность официально зарегистрированного населения — 12 человек, 7 хозяйств.
В 2010 г. — 15 жителей (9 мужчин, 6 женщин).

## История
Первый раз Капорки упомянуты в указе Екатерины II, которая написала, что эта деревня (в перечне деревней) должна снабжать царский двор овощами, а в частности морковью и капустой.
В 1767 г. — деревня Копорки Вышегородского стана Дмитровского уезда, владение Коллегии экономии.
В 1859 г. — казенная деревня Капорки при прудах.
В 1890 г. — деревня Капорка Ильинской волости 2-го стана.
В 1899 г. — Капорки.
В 1911 г. — снова Капорка.
В 1926 г. — деревня Ильинского сельсовета Деденовской волости Дмитровского уезда.